# Bà Chúa Kho

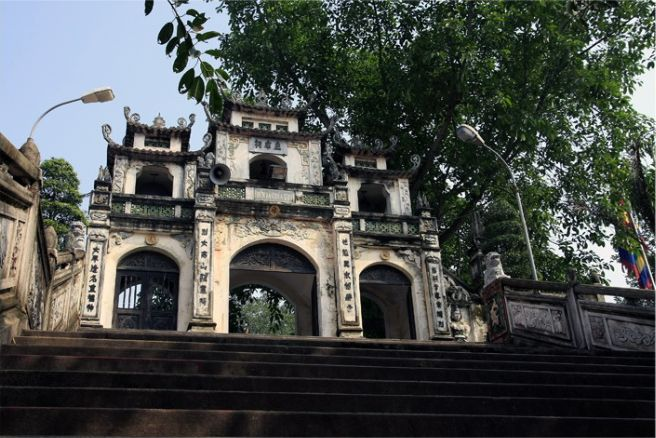
đền Bà Chúa Kho.

Bà Chúa Kho är en vietnamesisk gudinna. Hon tillhör den ursprungliga vietnamesiska folkreligionen thanismen snarare än den buddhism som senare kom till Vietnam. Hennes huvudtempel ligger i Bắc Ninh. 